# Élections législatives sud-coréennes de 2004
Les élections législatives sud-coréennes de 2004 se sont déroulées en Corée du Sud le 15 avril 2004. Elles visent à renouveler les 299 députés de l'Assemblée nationale, chambre unique du Parlement, pour un mandat de quatre ans.
Ces élections surviennent alors que le président ne bénéficie pas de la majorité à l'Assemblée. À l'issue du scrutin, et pour la première fois, un parti de Centre-gauche obtient la majorité parlementaire.

## Contexte
Le Grand Parti national remporte la majorité parlementaire aux élections de 2000, mais l'élection de Roh Moo-hyun issu du Parti démocrate créé pour la première fois en Corée du Sud, un parlement minoritaire où le président ne bénéficie pas de la majorité.
D'autant plus qu'en 2003, le président Roh Moo-hyun intronisé depuis peu, s'engage dans d'importantes réformes administratives ce qui lui amène une forte opposition de la part de l'Assemblée nationale, y compris au sein du Parti démocrate du millénaire qui l'a amené au pouvoir. Les membres fidèles au président Rho décident alors de quitter le Parti démocrate, pour former le Parti Uri soutenant le président.
Une motion de destitution est établie contre le président Rho, pour avoir apporté son soutien au Parti Uri, par le Grand Parti National en majorité à l'Assemblée. Selon la constitution sud-coréenne, le président n'a pas le droit d'être affilié à un parti durant l'exercice de son mandat. Mais l'opinion publique est largement hostile à cette motion, et d'importantes manifestations éclatent en soutien au président. Le Parti démocrate soutenant la motion de destitution, tombe alors en disgrâce au profit du Parti Uri à quelques mois des élections législatives. Les élections de 2004 prennent alors l'apparence d'un scrutin pour ou contre la destitution du président. 
La motion sera supprimée par la Cour constitutionnelle et Roh sera réhabilité dans ses fonctions le 14 mai 2004.

## Système électoral
La Corée du Sud est dotée d'un parlement unicaméral, l'Assemblée nationale, composée de 299 sièges pourvus pour quatre ans selon un système mixte. Sur ce total, 243 sièges sont ainsi pourvus au scrutin uninominal majoritaire à un tour dans autant de circonscriptions. Les 56 sièges restants sont pourvus au scrutin proportionnel plurinominal avec listes fermées et seuil électoral de 3 % dans une unique circonscription nationale. Après décomptes des voix, les sièges à la proportionnelle sont répartis en appliquant le quota de Hare et au plus fort reste entre tous les partis ayant franchi le seuil électoral ou obtenu au moins cinq sièges majoritaires.
Lors des élections précédentes, 273 sièges étaient à pourvoir dont 227 au scrutin uninominal majoritaire à un tour et 46 à la proportionnelle.

## Partis
| Parti | Parti                                  | Idéologie                                                                                          | Chef de file     | Résultat en 2016                                       |
| ----- | -------------------------------------- | -------------------------------------------------------------------------------------------------- | ---------------- | ------------------------------------------------------ |
|       | Grand Parti national                   | Centre droit à droite Libéral-conservatisme, conservatisme, conservatisme sociétal, anticommunisme | Park Geun-hye    | 39,0 % des voix 133 députés                            |
|       | Parti démocratique du millénaire       | Centre Libéralisme, conservatisme sociétal                                                         | Cho Sun-hyeong   | 35,9 % des voix 115 députés                            |
|       | Union démocrate libérale               | Droite Conservatisme, conservatisme sociétal, régionalisme                                         | Kwon Young-ghil  | 9,8 % des voix 17 députés                              |
|       | Parti démocratique du travail de Corée | Gauche Progressisme, nationalisme                                                                  | Kim Jong-pil     | 1,2 % des voix 0 députés                               |
|       | Parti Uri                              | Centre à centre gauche Social-libéralisme, libéralisme, progressisme                               | Chung Dong-young | Nouveau (scission du Parti démocratique du millénaire) |

## Résultats
Assemblée sortante
| ↓             |      |                        |
| 153           | 5    | 115                    |
| Conservateurs | Ind. | Libéraux et centristes |

Assemblée élue
| ↓             |   |                        |    |
| 125           | 3 | 161                    | 10 |
| Conservateurs |   | Libéraux et centristes | sd |

| Partis                         | Partis                                 | Circonscription | Circonscription | Circonscription | Proportionnelle | Proportionnelle | Total des sièges | Total des sièges | Total des sièges |
| Partis                         | Partis                                 | Votes           | %               | Sièges          | %               | Sièges          | %                | Élus             | +/−              |
| ------------------------------ | -------------------------------------- | --------------- | --------------- | --------------- | --------------- | --------------- | ---------------- | ---------------- | ---------------- |
|                                | Parti Uri                              | 8 145 824       | 38,3            | 129             | 41,1            | 23              | 50,8             | 152              | Nouveau          |
|                                | Grand Parti national                   | 7 613 660       | 35,8            | 100             | 37,5            | 21              | 40,5             | 121              | 12               |
|                                | Parti démocratique du travail de Corée | 2 774 061       | 13,0            | 2               | 14,3            | 8               | 3,3              | 10               | 10               |
|                                | Parti démocratique du millénaire       | 1 510 178       | 7,1             | 5               | 7,1             | 4               | 3,0              | 9                | 106              |
|                                | Union démocrate libérale               | 600 462         | 2,8             | 4               | 0               | 0               | 1,3              | 4                | 13               |
|                                | Autres                                 | 642 091         | 3,0             | 3               | 0               | 0               | 1,0              | 1                | 1                |
|                                | Indépendants                           | 1 774 211       | 9,4             | 5               | 0               | 0               | 1,7              | 5                | 3                |
|                                |                                        |                 |                 |                 |                 |                 |                  |                  |                  |
| Total (participation : 59,8 %) | Total (participation : 59,8 %)         | 21 285 984      | 100             | 243             |                 | 56              |                  | 299              | -                |